# Balmaceda nigrosecta
Balmaceda nigrosecta là một loài nhện trong họ Salticidae.
Loài này thuộc chi Balmaceda. Balmaceda nigrosecta được Cândido Firmino de Mello-Leitão miêu tả năm 1945.